# Incident d'Agadir
L'incident d'Agadir, la crisi d'Agadir, o la Segona crisi marroquina (també coneguda com a Panthersprung en alemany) va ser una breu crisi internacional provocada pel desplegament d'una força substancial de tropes franceses a l'interior del Marroc que va tenir lloc a l'abril de l'any 1911, aquesta crisi va esclatar al Marroc i va ser entre França i Alemanya, per l'enviament d'un vaixell canoner alemany a Agadir, que es va resoldre mitjançant un acord pel qual França cedia a Alemanya amplis territoris al Camerun, a canvi del reconeixement alemany del protectorat francès sobre la major part del Marroc). Alemanya no va oposar-se a l'expansió de França però volia una compensació territorial per si mateixa. Berlín va amenaçar amb la guerra, va enviar una canonera i va engrescar als nacionals alemanys enutjats. Les negociacions entre Berlín i París van resoldre la crisi: França es va fer càrrec del Marroc com a protectorat a canvi de concessions territorials a Alemanya del Congo francès, mentre que Espanya estava satisfeta amb un canvi en la seva frontera amb el Marroc. Tanmateix, el gabinet britànic estava alarmat per l'agressivitat d'Alemanya cap a França. David Lloyd George va realitzar un dramàtic discurs "Mansion House" ("Casa de la Mansió") en el que va denunciar el moviment alemany com una humiliació intolerable. Es va parlar de la guerra i Alemanya va retrocedir. Les relacions entre Berlín i Londres van quedar agrees.

## Antecedents
La preeminència de França al Marroc determinada a l'Entente Cordiale va ser confirmada per la Conferència d'Algesires de 1906, després de la Primera crisi marroquina de 1905-06.
Les tensions anglo-alemanyes van ser altes en aquest moment, en part a causa d'una carrera armamentista entre l'Alemanya Imperial i la Gran Bretanya, inclosos els esforços alemanys per construir una flota de dos terços de la grandària de la Gran Bretanya. El moviment d'Alemanya estava destinat a provar la relació entre la Gran Bretanya i França, i possiblement intimidar a Gran Bretanya en una aliança amb Alemanya. Alemanya també estava fent acusacions de compensació per l'acceptació del control francès efectiu del Marroc.

## Esdeveniments

### Rebel·lió marroquina
El 1911, es va iniciar una revolta al Marroc contra el sultà, Abdelhafid. A principis d'abril, el sultà va ser assetjat al seu palau de "Fes" (Fez). Els francesos es van preparar per enviar tropes per ajudar a abatre la rebel·lió, sota el pretext de protegir les vides i els béns europeus, enviant una columna voladora a finals d'abril. El 8 de juny, l'exèrcit espanyol va ocupar Larache, i tres dies més tard Alcazarquivir.

### Intervenció naval alemanya
L'1 de juliol, el canoner Alemany SMS Panther (un vaixell) va arribar al port d'Agadir, sota el pretext de protegir els interessos comercials alemanys. El creuer més gran de Bremen, SMS Berlin, va venir uns dies després, substituint el canó de navegació. Un civil alemany, Hermann Wilberg, a 110 quilòmetres del nord, va viatjar cap al sud per ser rescatat només per arribar tres dies després del Panther. Hi va haver una reacció immediata dels francesos i els britànics.

### Participació britànica
El govern britànic va intentar frenar a França d'adoptar mesures precipitades i dissuadir-la d'enviar tropes a Fes, però va fracassar. A l'abril, el secretari d'Afers Exteriors, Sir Edward Grey, va escriure: "el que els francesos preveuen fer no és savi, però no podem interferir en el nostre acord". Va sentir que les mans estaven lligades i que havia de recolzar a França.
Els britànics es van preocupar per l'arribada de Panther al Marroc. La Royal Navy tenia una base naval a Gibraltar, al sud d'Espanya. Creien que els alemanys volien convertir Agadir en una base naval a l'Atlàntic. Gran Bretanya va enviar vaixells de batalla al Marroc, en cas que esclatés la guerra. Com en la Primera crisi marroquina, el suport britànic de França mostrava la força de l'Entente Cordiale.

### Crisi financera alemanya
Enmig d'aquesta crisi, Alemanya es va veure afectada per la crisi financera. El mercat de valors es va submergir en un 30 per cent en un sol dia, el públic va començar a cobrar bitllets per or, i hi va haver una carrera als bancs. El Reichsbank va perdre un cinquè de les seves reserves d'or en un mes. Es rumoreja que el ministre de finances francès havia orquestrat aquesta crisi. Davant la possibilitat d'expulsar-se del patró d'or, el Kaiser va retrocedir i va permetre que els francesos s'apoderessin de la major part del Marroc.

### Negociacions
El 7 de juliol, a París, l'ambaixador alemany va informar al govern francès que Alemanya no tenia aspiracions territorials al Marroc i negociaria un protectorat francès a partir de la "compensació" per a Alemanya a la regió del Congo francès i salvaguardes dels seus interessos econòmics al Marroc. Els termes alemanys, presentats el 15 de juliol, els quals contenien una oferta per cedir la part nord de Camerun i Togoland, van exigir a França el conjunt del Congo francès des del riu Sangha fins al mar, al que més tard es va afegir la transferència de França dret a la presa de possessió del Congo belga.
El dia 21 de juliol, David Lloyd George va pronunciar un discurs a la Mansió de Londres, on va declarar que l'honor nacional era més preciós que la pau: "Si la Gran Bretanya és tractada malament on els seus interessos es veuen molt afectats, com si no es tingués en compte en el gabinet de les nacions, llavors dic amb insistència que la pau a aquest preu seria una humiliació intolerable per a un gran país com el nostre a suportar ". El discurs va ser interpretat per Alemanya com una advertència que no podia imposar un acord irraonable a França.
El 4 de novembre, les negociacions franco-alemanyes van portar a una convenció anomenada Acord Franco-Alemany, sota la qual Alemanya va acceptar la posició de França al Marroc a canvi de l'Àfrica Equatorial Francesa, en el mig del Congo (actual República del Congo). Aquest territori de 275,000 km² (106,000 m²), conegut com a Neukamerun (Nou Camerun), es va convertir en part del Camerun Alemany. La zona és parcialment una maragda (on la malaltia del son estava molt estesa), però va donar a Alemanya una sortida al mar i al riu Congo. Alemanya va cedir a França una petita zona de territori al sud-est de Fort Lamy (ara part del Txad).

## Resultats
Amb la capitulació i la signatura del tractat de Fes el 30 de març de 1912 amb Abdelhafid del Marroc, França va establir un protectorat ple sobre el Marroc, que va acabar amb la independència formal d'aquest país. En lloc d'espantar a la Gran Bretanya per convertir-se cap d'Alemanya, l'augment de la por i l'hostilitat va fer que Bretanya s'apropés a França. El suport britànic de França durant la crisi va reforçar l'Entente entre els dos països (i també amb Rússia), augmentant el distanciament d'anglo-alemanys i aprofundint les divisions que culminarien en la Primera Guerra Mundial.